# Spojené státy americké na Letních olympijských hrách 2024
Spojené státy americké se zúčastnily Letních olympijských her 2024, konaných v Paříži. Výprava čítala 592 sportovkyň a sportovcům napříč všemi sporty kromě házené a stala se opět nejúspěšnější výpravou celých her. Reprezentanti si odvezli 40 zlatých, 44 stříbrných a 42 bronzových medailí a ovládli celkové pořadí národů. Nejúspěšnějším sportem se stala atletika, kde vybojovali 34 medailí, z toho 14 zlatých.

## Medailisté
| Medaile | Jméno | Sport                   | Disciplína                               | Den          |
| ------- | --- | ----------------------- | ---------------------------------------- | ------------ |
| Zlato   | Jack Alexy Hunter Armstrong Caeleb Dressel Chris Guiliano Ryan Held[a] Matt King[a] | Plavání                 | Muži – 4 × 100 m volný způsob            | 27. červenec |
| Zlato   | Lee Kieferová | Šerm                    | Ženy – fleret                            | 28. červenec |
| Zlato   | Torri Huskeová | Plavání                 | Ženy – 100 m motýlek                     | 28. červenec |
| Zlato   | Simone Bilesová Jade Careyová Jordan Chilesová Sunisa Leeová Hezly Riverová | Gymnastika              | Ženy – víceboj družstev                  | 30. červenec |
| Zlato   | Katie Ledecká | Plavání                 | Ženy – 1500 m volný způsob               | 31. červenec |
| Zlato   | Jacqueline Dubrovichová Lee Kieferová Lauren Scruggsová Maia Weintraubová | Šerm                    | Ženy – fleret družstev                   | 1. srpen     |
| Zlato   | Simone Bilesová | Gymnastika              | Ženy – víceboj                           | 1. srpen     |
| Zlato   | Justin Best Liam Corrigan Michael Grady Nick Mead | Veslování               | Muži – čtyřka bez kormidelníka           | 1. srpen     |
| Zlato   | Kate Douglassová | Plavání                 | Ženy – 200 m prsa                        | 1. srpen     |
| Zlato   | Ryan Crouser | Atletika                | Muži – vrh koulí                         | 3. srpen     |
| Zlato   | Simone Bilesová | Gymnastika              | Ženy – přeskok                           | 3. srpen     |
| Zlato   | Vincent Hancock | Sportovní střelba       | Muži – skeet                             | 3. srpen     |
| Zlato   | Katie Ledecká | Plavání                 | Ženy – 800 m volný způsob                | 3. srpen     |
| Zlato   | Caeleb Dressel[a] Nic Fink Torri Huskeová Ryan Murphy Regan Smithová[a] Charlie Swanson[a] Gretchen Walshová Abbey Weitzeilová[a] | Plavání                 | 4 × 100 m polohový závod smíšená štafeta | 3. srpen     |
| Zlato   | Noah Lyles | Atletika                | Muži – 100 metrů                         | 4. srpen     |
| Zlato   | Kristen Faulknerová | Cyklistika              | Ženy – závod s hromadným startem         | 4. srpen     |
| Zlato   | Scottie Scheffler | Golf                    | Muži                                     | 4. srpen     |
| Zlato   | Bobby Finke | Plavání                 | Muži – 1500 metrů volným způsob          | 4. srpen     |
| Zlato   | Katharine Berkoffová[a] Kate Douglassová[a] Torri Huskeová Lilly Kingová Alex Shackellová[a] Regan Smithová Gretchen Walshová Emma Weberová[a] | Plavání                 | Ženy – 4 × 100 m polohový závod          | 4. srpen     |
| Zlato   | Valerie Allmanová | Atletika                | Ženy – hod diskem                        | 5. srpen     |
| Zlato   | Caroline Marksová | Surfing                 | Ženy – shortboard                        | 5. srpen     |
| Zlato   | Cole Hocker | Atletika                | Muži – 1500 metrů                        | 6. srpen     |
| Zlato   | Gabby Thomasová | Atletika                | Ženy – 200 metrů                         | 6. srpen     |
| Zlato   | Amit Elorová | Zápas                   | Ženy – do 68 kg volný styl               | 6. srpen     |
| Zlato   | Quincy Hall | Atletika                | Muži – 400 metrů                         | 7. srpen     |
| Zlato   | Chloé Dygertová Kristen Faulknerová Jennifer Valentová Lily Williamsová | Cyklistika              | Ženy – stíhací závod družstev            | 7. srpen     |
| Zlato   | Sarah Hildebrandtová | Zápas                   | Ženy – do 50 kg volný styl               | 7. srpen     |
| Zlato   | Grant Holloway | Atletika                | Muži – 110 metrů překážek                | 8. srpen     |
| Zlato   | Sydney McLaughlinová-Levroneová | Atletika                | Ženy – 400 metrů překážek                | 8. srpen     |
| Zlato   | Tara Davisová‑Woodhallová | Atletika                | Ženy – skok daleký                       | 8. srpen     |
| Zlato   | Rai Benjamin | Atletika                | Muži – 400 metrů překážek                | 9. srpen     |
| Zlato   | Sha’Carri Richardsonová Twanisha Terryová Gabby Thomasová Melissa Jeffersonová | Atletika                | Ženy – 4 × 100 metrů                     | 9. srpen     |
| Zlato   | Olivia Reevesová | Vzpírání                | Ženy – do 71 kg                          | 9. srpen     |
| Zlato   | Christopher Bailey Rai Benjamin Bryce Deadmon Vernon Norwood Quincy Wilson[a] | Atletika                | Muži – 4 × 400 metrů                     | 10. srpen    |
| Zlato   | Masai Russellová | Atletika                | Ženy – 100 metrů překážek                | 10. srpen    |
| Zlato   | Kaylyn Brownová[a] Aaliyah Butlerová[a] Quanera Hayesová[a] Alexis Holmesová Shamier Littleová Sydney McLaughlinová-Levroneová Gabby Thomasová | Atletika                | Ženy – 4 × 400 metrů                     | 10. srpen    |
| Zlato   | Americká mužská basketbalová reprezentace Bam Adebayo Devin Booker Stephen Curry Anthony Davis Kevin Durant Anthony Edwards Joel Embiid Tyrese Haliburton Jrue Holiday LeBron James Jayson Tatum Derrick White | Basketbal               | Muži                                     | 10. srpen    |
| Zlato   | Ženská fotbalová reprezentace Spojených států amerických Korbin Albertová Croix Bethuneová Sam Coffeyová Tierna Davidsonová Crystal Dunnová Emily Foxová Naomi Girmaová Lindsey Horanová Casey Kruegerová Rose Lavelleová Casey Murphyová Alyssa Naeherová Jenna Nighswongerová Trinity Rodmanová Emily Samsová Jaedyn Shawová Sophia Smithová Emily Sonnettová Mallory Swansonová Lynn Williamsová | Fotbal                  | Ženy                                     | 10. srpen    |
| Zlato   | Americká ženská basketbalová reprezentace Napheesa Collierová Kahleah Copperová Chelsea Grayová Brittney Grinerová Sabrina Ionescuová Jewell Loydová Kelsey Plumová Breanna Stewartová Diana Taurasiová Alyssa Thomasová A'ja Wilsonová Jackie Youngová | Basketbal               | Ženy                                     | 11. srpen    |
| Zlato   | Jennifer Valentová | Cyklistika              | Ženy – omnium                            | 11. srpen    |
| Stříbro | Sarah Bacon Kassidy Cooková | Skoky do vody           | Ženy – 3 m prkno dvojice                 | 27. července |
| Stříbro | Erika Connollyová[a] Kate Douglassová Torri Huskeová Simone Manuelová Gretchen Walshová Abbey Weitzeilová[a] | Plavání                 | Ženy – 4 × 100 m volný způsob            | 27. července |
| Stříbro | Haley Battenová | Cyklistika              | Ženy – cross-country                     | 28. července |
| Stříbro | Lauren Scruggsová | Šerm                    | Ženy – fleret                            | 28. července |
| Stříbro | Nic Fink | Plavání                 | Muži – 100 m prsa                        | 28. července |
| Stříbro | Gretchen Walshová | Plavání                 | Ženy – 100 m motýlek                     | 28. července |
| Stříbro | Jagger Eaton | Skateboarding           | Muži – street                            | 29. července |
| Stříbro | Katie Grimesová | Plavání                 | Ženy – 400 m polohový způsob             | 29. července |
| Stříbro | Bobby Finke | Plavání                 | Muži – 800 m volný způsob                | 30. července |
| Stříbro | Brooks Curry[a] Carson Foster Chris Guiliano[a] Luke Hobson Drew Kibler Blake Pieroni[a] Kieran Smith | Plavání                 | Muži – 4 × 200 m volný způsob            | 30. července |
| Stříbro | Regan Smithová | Plavání                 | Ženy – 100 m znak                        | 30. července |
| Stříbro | Perris Benegasová | Cyklistika              | Ženy – BMX freestyle                     | 31. července |
| Stříbro | Torri Huskeová | Plavání                 | Ženy – 100 m volný způsob                | 31. července |
| Stříbro | Regan Smithová | Plavání                 | Ženy – 200 m motýlek                     | 1. srpna     |
| Stříbro | Erin Gemmelová Katie Ledecká Paige Maddenová Simone Manuelová[a] Anna Peplowská[a] Alex Shackellová[a] Claire Weinsteinová | Plavání                 | Ženy – 4 × 200 m volný způsob            | 1. srpna     |
| Stříbro | Karl Cook Laura Krautová McLain Ward | Jezdectví               | Parkurové skákání družstev               | 2. srpna     |
| Stříbro | Sagen Maddalenová | Sportovní střelba       | Ženy – 50 m třípolohová malorážka        | 2. srpna     |
| Stříbro | Regan Smithová | Plavání                 | Ženy – 200 m znak                        | 2. srpna     |
| Stříbro | Joe Kovacs | Atletika                | Muži – vrh koulí                         | 3. srpna     |
| Stříbro | Sha'Carri Richardsonová | Atletika                | Ženy – 100 m                             | 3. srpna     |
| Stříbro | Kaylyn Brownová Bryce Deadmon Shamier Littleová Vernon Norwood | Atletika                | 4 × 400 m smíšená štafeta                | 3. srpna     |
| Stříbro | Conner Prince | Sportovní střelba       | Muži – skeet                             | 3. srpna     |
| Stříbro | Kate Douglassová | Plavání                 | Ženy – 200 m polohový závod              | 3. srpna     |
| Stříbro | Austin Krajicek Rajeev Ram | Tenis                   | Muži – čtyřhra                           | 3. srpna     |
| Stříbro | Brady Ellison | Lukostřelba             | Muži                                     | 4. srpna     |
| Stříbro | Jack Alexy[a] Hunter Armstrong Caeleb Dressel Nic Fink Thomas Heilman[a] Ryan Murphy Charlie Swanson[a] | Plavání                 | Muži – 4 × 100 m polohový závod          | 4. srpna     |
| Stříbro | Sam Kendricks | Atletika                | Muži – skok o tyči                       | 5. srpna     |
| Stříbro | Simone Bilesová | Gymnastika              | Ženy – prostná                           | 5. srpna     |
| Stříbro | Vincent Hancock Austen Smithová | Sportovní střelba       | Skeet smíšené dvojice                    | 5. srpna     |
| Stříbro | Taylor Knibbová Morgan Pearson Seth Rider Taylor Spiveyová | Triatlon                | Smíšená štafeta                          | 5. srpna     |
| Stříbro | Annette Echikunwokeová | Atletika                | Ženy – hod kladivem                      | 6. srpna     |
| Stříbro | Anita Alvarezová Jamie Czarkowská Megumi Fieldová Keana Hunterová Audrey Kwonová Jacklyn Luuová Daniella Ramirezová Ruby Rematiová | Synchronizované plavání | Ženy – tým                               | 7. srpna     |
| Stříbro | Katie Moonová | Atletika                | Ženy – skok o tyči                       | 7. srpna     |
| Stříbro | Kenneth Rooks | Atletika                | Muži – 3000 m steeplechase               | 7. srpna     |
| Stříbro | Tom Schaar | Skateboarding           | Muži – park                              | 7. srpna     |
| Stříbro | Kenny Bednarek | Atletika                | Muži – 200 m                             | 8. srpna     |
| Stříbro | Daniel Roberts | Atletika                | Muži – 110 m překážek                    | 8. srpna     |
| Stříbro | Anna Cockrellová | Atletika                | Ženy – 400 m překážek                    | 8. srpna     |
| Stříbro | Spencer Lee | Zápas                   | Muži – do 57 kg                          | 9. srpna     |
| Stříbro | Shelby McEwen | Atletika                | Muži – skok vysoký                       | 10. srpna    |
| Stříbro | Nevin Harrisonová | Kanoistika              | Ženy – C-1 200 m                         | 10. srpna    |
| Stříbro | Brooke Raboutouová | Sportovní lezení        | Ženy – kombinace                         | 10. srpna    |
| Stříbro | Americká ženská volejbalová reprezentace Lauren Carliniová Andrea Drewsová Micha Hancocková Jordan Larsonová Chiaka Ogboguová Kathryn Plummerová Jordyn Poulterová Dana Rettkeová Kelsey Robinsonová Avery Skinnerová Jordan Thompsonová Haleigh Washingtonová Justine Wong-Orantesová | Volejbal                | Ženy                                     | 11. srpna    |
| Stříbro | Kennedy Bladesová | Zápas                   | Ženy – do 76 kg                          | 11. srpna    |
| Bronz   | Chloé Dygertová | Cyklistika              | Ženy – časovka                           | 27. července |
| Bronz   | Katie Ledecká | Plavání                 | Ženy – 400 m volný způsob                | 27. července |
| Bronz   | Carson Foster | Plavání                 | Muži – 400 m polohový závod              | 28. července |
| Bronz   | Nick Itkin | Šerm                    | Muži – fleret                            | 29. července |
| Bronz   | Asher Hong Paul Juda Brody Malone Stephen Nedoroscik Fred Richard | Gymnastika              | Muži – víceboj družstev                  | 29. července |
| Bronz   | Nyjah Huston | Skateboarding           | Muži – street                            | 29. července |
| Bronz   | Luke Hobson | Plavání                 | Muži – 200 m volný způsob                | 29. července |
| Bronz   | Ryan Murphy | Plavání                 | Muži – 100 m znak                        | 29. července |
| Bronz   | Emma Weyantová | Plavání                 | Ženy – 400 m polohový závod              | 29. července |
| Bronz   | Americká ženská reprezentace v sedmičkovém ragby Kayla Canettová Lauren Doyleová Alev Kelterová Kristi Kirsheová Sarah Levyová Ilona Maherová Alena Olsenová Ariana Ramseyová Stephanie Rovettiová Spiff Sedricková Sammy Sullivanová Naya Tapperová | Ragby                   | Ženy                                     | 30. července |
| Bronz   | Katharine Berkoffová | Plavání                 | Ženy – 100 m znak                        | 30. července |
| Bronz   | Evy Leibfarthová | Kanoistika              | Ženy – C-1 slalom                        | 31. července |
| Bronz   | Sunisa Leeová | Gymnastika              | Ženy – víceboj                           | 1. srpna     |
| Bronz   | Brady Ellison Casey Kaufholdová | Lukostřelba             | Smíšené dvojice                          | 2. srpna     |
| Bronz   | Grant Fisher | Atletika                | Muži – 10 000 m                          | 2. srpna     |
| Bronz   | Ian Barrows Hans Henken | Jachting                | Muži – 49er                              | 2. srpna     |
| Bronz   | Melissa Jeffersonová | Atletika                | Ženy – 100 m                             | 3. srpna     |
| Bronz   | Jasmine Mooreová | Atletika                | Ženy – Trojskok                          | 3. srpna     |
| Bronz   | Stephen Nedoroscik | Gymnastika              | Muži – kůň                               | 3. srpna     |
| Bronz   | Jade Careyová | Gymnastika              | Ženy – přeskok                           | 3. srpna     |
| Bronz   | Christopher Carlson Peter Chatain Clark Dean Henry Hollingsworth Rielly Milne Evan Olson Pieter Quinton Nicholas Rusher Christian Tabash | Veslování               | Muži – osma                              | 3. srpna     |
| Bronz   | Paige Maddenová | Plavání                 | Ženy – 800 m volný způsob                | 3. srpna     |
| Bronz   | Taylor Fritz Tommy Paul | Tenis                   | Muži – čtyřhra                           | 3. srpna     |
| Bronz   | Fred Kerley | Atletika                | Muži – 100 m                             | 4. srpna     |
| Bronz   | Sunisa Leeová | Gymnastika              | Ženy – bradla                            | 4. srpna     |
| Bronz   | Austen Smithová | Sportovní střelba       | Ženy – skeet                             | 4. srpna     |
| Bronz   | Americká ženská reprezentace v basketbalu 3x3 Cierra Burdicková Dearica Hambyová Rhyne Howardová Hailey Van Lithová | Basketbal               | Ženy – 3x3                               | 5. srpna     |
| Bronz   | Yared Nuguse | Atletika                | Muži – 1500 m                            | 6. srpna     |
| Bronz   | Brittany Brownová | Atletika                | Ženy – 200 m                             | 6. srpna     |
| Bronz   | Omari Jones | Box                     | Muži – velterová váha                    | 6. srpna     |
| Bronz   | Hampton Morris | Vzpírání                | Muži – do 61 kg                          | 7. srpna     |
| Bronz   | Noah Lyles | Atletika                | Muži – 200 m                             | 8. srpna     |
| Bronz   | Jasmine Mooreová | Atletika                | Ženy – skok daleký                       | 8. srpna     |
| Bronz   | Sam Watson | Sportovní lezení        | Muži – rychlost                          | 8. srpna     |
| Bronz   | Kristina Teachoutová | Taekwondo               | Ženy – do 67 kg                          | 9. srpna     |
| Bronz   | Americká mužská volejbalová reprezentace Matt Anderson Taylor Averill Micah Christenson TJ DeFalco Maxwell Holt Thomas Jaeschke Jeffrey Jendryk Micah Maʻa Garrett Muagututia Aaron Russell Erik Shoji David Smith | Volejbal                | Muži                                     | 9. srpna     |
| Bronz   | Aaron Brooks | Zápas                   | Muži – do 86 kg volný styl               | 9. srpna     |
| Bronz   | Helen Maroulisová | Zápas                   | Ženy – do 57 kg volný styl               | 9. srpna     |
| Bronz   | Grant Fisher | Atletika                | Muži – 5000 m                            | 10. srpna    |
| Bronz   | Victor Montalvo | Breakdance              | B-Boys                                   | 10. srpna    |
| Bronz   | Kyle Dake | Zápas                   | Muži – do 74 kg volný styl               | 10. srpna    |
| Bronz   | Americká mužská reprezentace ve vodním pólu Alex Bowen Luca Cupido Hannes Daube Chase Dodd Ryder Dodd Ben Hallock Drew Holland Johnny Hooper Max Irving Alex Obert Marko Vavic Adrian Weinberg Dylan Woodhead | Vodní pólo              | Muži                                     | 11. srpna    |

| Medaile podle sportů    | Medaile podle sportů     | Medaile podle sportů        | Medaile podle sportů        | Medaile podle sportů |
| ----------------------- | ------------------------ | --------------------------- | --------------------------- | -------------------- |
| Sport                   | Zlatá olympijská medaile | Stříbrná olympijská medaile | Bronzová olympijská medaile | Celkem               |
| Atletika                | 14                       | 11                          | 9                           | 34                   |
| Plavání                 | 8                        | 13                          | 7                           | 28                   |
| Cyklistika              | 3                        | 2                           | 1                           | 6                    |
| Gymnastika              | 3                        | 1                           | 5                           | 9                    |
| Zápas                   | 2                        | 2                           | 3                           | 7                    |
| Šerm                    | 2                        | 1                           | 1                           | 4                    |
| Basketbal               | 2                        | 0                           | 1                           | 3                    |
| Sportovní střelba       | 1                        | 3                           | 1                           | 5                    |
| Veslování               | 1                        | 0                           | 1                           | 2                    |
| Vzpírání                | 1                        | 0                           | 1                           | 2                    |
| Fotbal                  | 1                        | 0                           | 0                           | 1                    |
| Golf                    | 1                        | 0                           | 0                           | 1                    |
| Surfing                 | 1                        | 0                           | 0                           | 1                    |
| Skateboarding           | 0                        | 2                           | 1                           | 3                    |
| Kanoistika              | 0                        | 1                           | 1                           | 2                    |
| Lukostřelba             | 0                        | 1                           | 1                           | 2                    |
| Sportovní lezení        | 0                        | 1                           | 1                           | 2                    |
| Tenis                   | 0                        | 1                           | 1                           | 2                    |
| Volejbal                | 0                        | 1                           | 1                           | 2                    |
| Jezdectví               | 0                        | 1                           | 0                           | 1                    |
| Skoky do vody           | 0                        | 1                           | 0                           | 1                    |
| Synchronizované plavání | 0                        | 1                           | 0                           | 1                    |
| Triatlon                | 0                        | 1                           | 0                           | 1                    |
| Box                     | 0                        | 0                           | 1                           | 1                    |
| Breakdance              | 0                        | 0                           | 1                           | 1                    |
| Jachting                | 0                        | 0                           | 1                           | 1                    |
| Ragby                   | 0                        | 0                           | 1                           | 1                    |
| Taekwondo               | 0                        | 0                           | 1                           | 1                    |
| Vodní pólo              | 0                        | 0                           | 1                           | 1                    |
| Celkem                  | 40                       | 44                          | 42                          | 126                  |

| Medaile podle data | Medaile podle data | Medaile podle data       | Medaile podle data          | Medaile podle data          | Medaile podle data |
| ------------------ | ------------------ | ------------------------ | --------------------------- | --------------------------- | ------------------ |
| Den                | Datum              | Zlatá olympijská medaile | Stříbrná olympijská medaile | Bronzová olympijská medaile | Celkem             |
| 1                  | 27. červenec       | 1                        | 2                           | 2                           | 5                  |
| 2                  | 28. červenec       | 2                        | 4                           | 1                           | 7                  |
| 3                  | 29. červenec       | 0                        | 2                           | 6                           | 8                  |
| 4                  | 30. červenec       | 1                        | 3                           | 2                           | 6                  |
| 5                  | 31. červenec       | 1                        | 2                           | 1                           | 4                  |
| 6                  | 1. srpen           | 4                        | 2                           | 1                           | 7                  |
| 7                  | 2. srpen           | 0                        | 3                           | 3                           | 6                  |
| 8                  | 3. srpen           | 5                        | 6                           | 7                           | 18                 |
| 9                  | 4. srpen           | 5                        | 2                           | 3                           | 10                 |
| 10                 | 5. srpen           | 2                        | 4                           | 1                           | 7                  |
| 11                 | 6. srpen           | 3                        | 1                           | 3                           | 7                  |
| 12                 | 7. srpen           | 3                        | 4                           | 1                           | 8                  |
| 13                 | 8. srpen           | 3                        | 3                           | 3                           | 9                  |
| 14                 | 9. srpen           | 3                        | 1                           | 4                           | 8                  |
| 15                 | 10. srpen          | 5                        | 3                           | 3                           | 11                 |
| 16                 | 11. srpen          | 2                        | 2                           | 1                           | 5                  |
| Celkem             | Celkem             | 40                       | 44                          | 42                          | 126                |

| Medaile podle pohlaví | Medaile podle pohlaví    | Medaile podle pohlaví       | Medaile podle pohlaví       | Medaile podle pohlaví | Medaile podle pohlaví |
| --------------------- | ------------------------ | --------------------------- | --------------------------- | --------------------- | --------------------- |
| Pohlaví               | Zlatá olympijská medaile | Stříbrná olympijská medaile | Bronzová olympijská medaile | Celkem                |                       |
| Ženy                  | 26                       | 24                          | 18                          | 68                    |                       |
| Muži                  | 13                       | 16                          | 23                          | 52                    |                       |
| Smíšené               | 1                        | 4                           | 1                           | 6                     |                       |
| Celkem                | 40                       | 44                          | 42                          | 126                   |                       |

| Vícenásobní medailisté          | Vícenásobní medailisté | Vícenásobní medailisté   | Vícenásobní medailisté      | Vícenásobní medailisté      | Vícenásobní medailisté | Vícenásobní medailisté |
| ------------------------------- | ---------------------- | ------------------------ | --------------------------- | --------------------------- | ---------------------- | ---------------------- |
| Jméno                           | Sport                  | Zlatá olympijská medaile | Stříbrná olympijská medaile | Bronzová olympijská medaile | Celkem                 |                        |
| Torri Huskeová                  | Plavání                | 3                        | 2                           | 0                           | 5                      |                        |
| Regan Smithová                  | Plavání                | 2                        | 3                           | 0                           | 5                      |                        |
| Simone Bilesová                 | Gymnastika             | 3                        | 1                           | 0                           | 4                      |                        |
| Kate Douglassová                | Plavání                | 2                        | 2                           | 0                           | 4                      |                        |
| Gretchen Walshová               | Plavání                | 2                        | 2                           | 0                           | 4                      |                        |
| Katie Ledecká                   | Plavání                | 2                        | 1                           | 1                           | 4                      |                        |
| Gabby Thomasová                 | Atletika               | 3                        | 0                           | 0                           | 3                      |                        |
| Caeleb Dressel                  | Plavání                | 2                        | 1                           | 0                           | 3                      |                        |
| Nic Fink                        | Plavání                | 1                        | 2                           | 0                           | 3                      |                        |
| Ryan Murphy                     | Plavání                | 1                        | 1                           | 1                           | 3                      |                        |
| Sunisa Leeová                   | Gymnastika             | 1                        | 0                           | 2                           | 3                      |                        |
| Rai Benjamin                    | Atletika               | 2                        | 0                           | 0                           | 2                      |                        |
| Kristen Faulknerová             | Cyklistika             | 2                        | 0                           | 0                           | 2                      |                        |
| Lee Kieferová                   | Šerm                   | 2                        | 0                           | 0                           | 2                      |                        |
| Sydney McLaughlinová-Levroneová | Atletika               | 2                        | 0                           | 0                           | 2                      |                        |
| Jennifer Valenteová             | Cyklistika             | 2                        | 0                           | 0                           | 2                      |                        |
| Jack Alexy                      | Plavání                | 1                        | 1                           | 0                           | 2                      |                        |
| Hunter Armstrong                | Plavání                | 1                        | 1                           | 0                           | 2                      |                        |
| Kaylyn Brownová                 | Atletika               | 1                        | 1                           | 0                           | 2                      |                        |
| Bryce Deadmon                   | Atletika               | 1                        | 1                           | 0                           | 2                      |                        |
| Bobby Finke                     | Plavání                | 1                        | 1                           | 0                           | 2                      |                        |
| Chris Guiliano                  | Plavání                | 1                        | 1                           | 0                           | 2                      |                        |
| Vincent Hancock                 | Sportovní střelba      | 1                        | 1                           | 0                           | 2                      |                        |
| Shamier Littleová               | Atletika               | 1                        | 1                           | 0                           | 2                      |                        |
| Vernon Norwood                  | Atletika               | 1                        | 1                           | 0                           | 2                      |                        |
| Sha'Carri Richardsonová         | Atletika               | 1                        | 1                           | 0                           | 2                      |                        |
| Lauren Scruggsová               | Šerm                   | 1                        | 1                           | 0                           | 2                      |                        |
| Alex Shackellová                | Plavání                | 1                        | 1                           | 0                           | 2                      |                        |
| Charlie Swanson                 | Plavání                | 1                        | 1                           | 0                           | 2                      |                        |
| Abbey Weitzeilová               | Plavání                | 1                        | 1                           | 0                           | 2                      |                        |
| Katharine Berkoffová            | Plavání                | 1                        | 0                           | 1                           | 2                      |                        |
| Jade Careyová                   | Gymnastika             | 1                        | 0                           | 1                           | 2                      |                        |
| Chloé Dygertová                 | Cyklistika             | 1                        | 0                           | 1                           | 2                      |                        |
| Melissa Jeffersonová            | Atletika               | 1                        | 0                           | 1                           | 2                      |                        |
| Noah Lyles                      | Atletika               | 1                        | 0                           | 1                           | 2                      |                        |
| Simone Manuelová                | Plavání                | 0                        | 2                           | 0                           | 2                      |                        |
| Brady Ellison                   | Lukostřelba            | 0                        | 1                           | 1                           | 2                      |                        |
| Carson Foster                   | Plavání                | 0                        | 1                           | 1                           | 2                      |                        |
| Luke Hobson                     | Plavání                | 0                        | 1                           | 1                           | 2                      |                        |
| Paige Maddenová                 | Plavání                | 0                        | 1                           | 1                           | 2                      |                        |
| Austen Smithová                 | Sportovní střelba      | 0                        | 1                           | 1                           | 2                      |                        |
| Grant Fisher                    | Atletika               | 0                        | 0                           | 2                           | 2                      |                        |
| Jasmine Mooreová                | Atletika               | 0                        | 0                           | 2                           | 2                      |                        |
| Stephen Nedoroscik              | Gymnastika             | 0                        | 0                           | 2                           | 2                      |                        |

a Sportovec se zúčastnil pouze dřívější fáze disciplíny

## Počet soutěžících v jednotlivých sportech
| Sport                   | Muži | Ženy | Celkem |
| ----------------------- | ---- | ---- | ------ |
| Atletika                | 59   | 61   | 120    |
| Badminton               | 3    | 4    | 7      |
| Basketbal               | 16   | 16   | 32     |
| Box                     | 4    | 4    | 8      |
| Breakdance              | 2    | 2    | 4      |
| Cyklistika              | 10   | 13   | 23     |
| Fotbal                  | 18   | 18   | 36     |
| Golf                    | 4    | 3    | 7      |
| Gymnastika              | 6    | 7    | 12     |
| Jachting                | 6    | 7    | 13     |
| Jezdectví               | 6    | 3    | 9      |
| Judo                    | 2    | 2    | 4      |
| Kanoistika              | 3    | 2    | 5      |
| Lukostřelba             | 1    | 3    | 4      |
| Moderní pětiboj         | 0    | 1    | 1      |
| Plavání                 | 27   | 21   | 48     |
| Pozemní hokej           | 0    | 16   | 16     |
| Ragby                   | 12   | 12   | 24     |
| Skateboarding           | 6    | 6    | 12     |
| Skoky do vody           | 5    | 6    | 11     |
| Sportovní lezení        | 4    | 4    | 8      |
| Sportovní střelba       | 7    | 9    | 16     |
| Surfing                 | 2    | 3    | 5      |
| Stolní tenis            | 1    | 3    | 4      |
| Synchronizované plavání | 0    | 8    | 8      |
| Šerm                    | 6    | 9    | 15     |
| Taekwondo               | 2    | 2    | 4      |
| Tenis                   | 6    | 5    | 11     |
| Triatlon                | 2    | 3    | 5      |
| Veslování               | 18   | 24   | 42     |
| Vodní pólo              | 12   | 12   | 24     |
| Volejbal                | 16   | 16   | 32     |
| Vzpírání                | 2    | 3    | 5      |
| Zápas                   | 10   | 6    | 16     |
| Celkem                  | 278  | 314  | 592    |